# Salix glareorum
Salix glareorum là một loài thực vật có hoa trong họ Liễu. Loài này được Mao & W.Z. Li miêu tả khoa học đầu tiên năm 1987.